# Provincie Frosinone
Frosinone (Provincia di Frosinone) je italská provincie v oblasti Lazio. Sousedí na severu s provincií L'Aquila, na východě s provincií Isernia, na jihovýchodě s provincií Caserta, na jihu s provincií a Latina a na západě s provincií Roma.

## Okolní provincie
| Růžice kompasu | Roma                |       | L'Aquila | Růžice kompasu |
| Růžice kompasu |                     | Sever | Isernia  | Růžice kompasu |
| Růžice kompasu | Provincie Frosinone |       | Isernia  | Růžice kompasu |
| Růžice kompasu | Jih                 |       | Isernia  | Růžice kompasu |
| Růžice kompasu | Latina              |       | Caserta  | Růžice kompasu |